# Macário de Moscou
Macário (em russo:  Макарий, nascido: Mikhail, em russo:  Михаи́л; c. 1482, Moscou, Grão-Ducado de Moscou - 31 de dezembro de 1563, Moscou, Czarado da Rússia) foi metropolita de Moscou e toda a Rússia (de 1542 a 1563), de 1526 a 1542, arcebispo de Novgorod. Um defensor do Josefismo, um seguidor de José Volotski. Canonizado pela Igreja russa como santo, sua memória ocorre no dia 30 de dezembro (12 de janeiro, de acordo com o calendário gregoriano).